# Ulrich Ilg

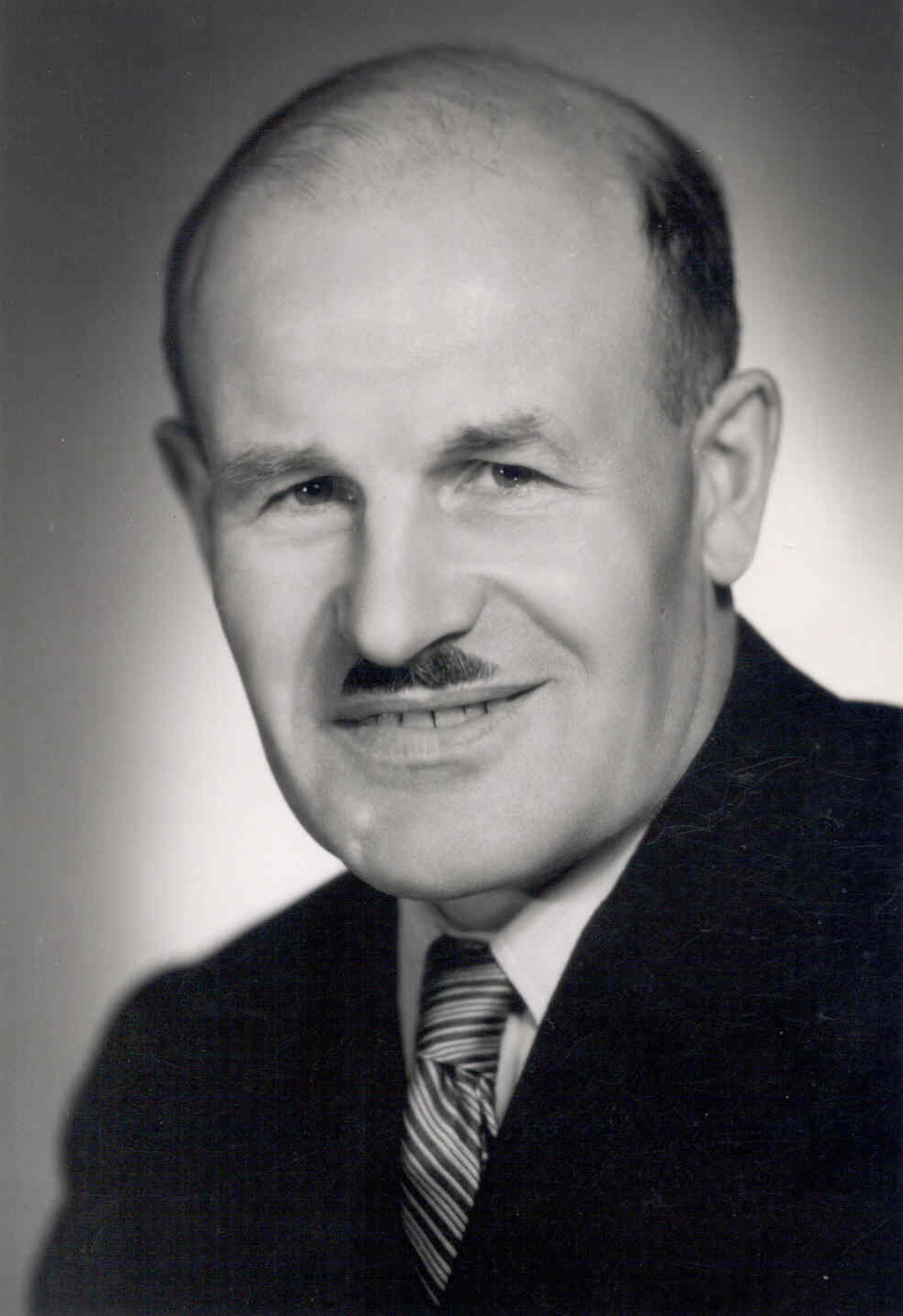
Ulrich Ilg in den 1960er-Jahren

Ulrich Ilg (* 7. April 1905 in Dornbirn; † 9. Mai 1986 ebenda) war ein österreichischer Politiker (ÖVP) und von 1945 bis 1964 erster Landeshauptmann des Bundeslands Vorarlberg nach dem Zweiten Weltkrieg. Vielfach wird Ilg aufgrund seiner Arbeit an der Basis der Landesstruktur als „Vater des heutigen Vorarlberg“ bezeichnet.

## Leben und Wirken
Ulrich Ilg kam am 7. April 1905 als erstes Kind von Franz Josef und Magdalena Ilg (geb. Huber) in Dornbirn zur Welt. Beide Eltern der Familie Ilg waren als Bauern tätig und wohnten in einem Rheintalhaus im damals noch ländlichen Stadtbezirk Hatlerdorf. Während der junge Ulrich Ilg die Volksschule in Dornbirn besuchte, kam es 1914 zum Ausbruch des Ersten Weltkriegs, wo auch sein Vater zur Armee eingezogen wurde. Nach Kriegsende schrieb sich Ilg im Jahr 1920 in den ersten Kurs in der neu errichteten landwirtschaftlichen Fachschule in der Mehrerau in Bregenz ein.

### Zwischenkriegszeit und Ständestaat
Am 15. Mai 1927 wurde Ilg vollkommen überraschend als erst 22-jähriger, politisch bis dato Unerfahrener zum Obmann des Vorarlberger Bauernbunds gewählt. Dieser hatte sich an eben jenem Tag beim 1. Bauerntag konstituiert und setzte sich aus christlich-sozialen und unabhängigen Bauern zusammen. Bereits im Jahr 1934 wurde Ilg als Landesrat zum ersten Mal Mitglied der Vorarlberger Landesregierung und für die Christlichsoziale Partei als Ersatz des abgesetzten sozialistischen Mandatars Anton Linder vom Vorarlberger Landtag kurzzeitig als Mitglied in den österreichischen Bundesrat entsandt.
Er sollte letzteres Amt nicht lange – nämlich nur eine Woche vom 27. April bis zum 2. Mai 1934 – bekleiden, da er im Alter von 29 Jahren im selben Jahr noch als jüngstes Mitglied ins Kabinett von Bundeskanzler Engelbert Dollfuß als Staatssekretär für Land- und Forstwirtschaft berufen wurde. In seiner letzten und einzigen Bundesratssitzung vor der vorläufigen Verabschiedung aus Wien, am 1. Mai 1934, wurde die heute als Maiverfassung bezeichnete berufsständische Verfassung beschlossen, welche die Zeit des Austrofaschismus und des Ständestaats in Österreich verfassungsmäßig verankerte und damit auch den Bundesrat als Legislativorgan abschaffte. Auch Mitglied der Regierung Dollfuß blieb Ilg nicht lange. Vom 13. Juli bis zum 3. August 1934 war er offiziell Staatssekretär. Nach dem Juliputsch und dem Zustandekommen der neuen Regierung unter Kurt Schuschnigg kehrte Ilg wieder nach Vorarlberg zurück, wo er zunächst das Amt des Vizepräsidenten der Landwirtschaftskammer Vorarlberg bekleidete.
Ab dem Jahr 1934 bis zum Jahr 1938 war Ilg Arbeitgebervertreter für Vorarlberg im Bundeswirtschaftsrat, von welchem er schließlich in die beschließende Körperschaft des Bundestags entsandt wurde. Als im Jahr 1936 in Vorarlberg zum ersten und letzten Mal aufgrund der neuen Verfassung die Wahlen zum Vorstand des Bauernstandes abgehalten wurden, wurde Ulrich Ilg von den Landesbauernräten zum Landesbauernführer gewählt.
Während der Zwischenkriegszeit kamen auf Ilg nach seiner Rückkehr nach Vorarlberg ebenfalls einige persönliche Veränderungen zu. Zunächst starb am 8. Jänner 1936 unerwartet Ilgs gleichaltriger Freund, der Landtagsabgeordnete Josef Vonbank aus Braz. Hierbei lernte er die junge Witwe Vonbanks kennen, welche später seine Frau werden sollte. Zunächst starb jedoch am 21. Februar desselben Jahres Ilgs Vater. Bereits Ende 1936 verlobte sich Ulrich Ilg schließlich mit der Witwe seines verstorbenen Freundes, Hilda, und nahm auch deren aus ihrer vorigen Ehe stammenden Sohn bei sich auf. Am 6. September 1937 heirateten Ulrich Ilg und Hilda Vonbank (geborene Hillbrand) schließlich in der Klosterkirche des Klosters Mehrerau. Sie sollten in weiterer Folge Eltern von sechs Töchtern und dreier Söhne werden. Zusätzlich zogen sie gemeinsam auch den nach seinem verstorbenen Vater benannten Josef Vonbank auf.

### Zeit des Nationalsozialismus
Als am 12. März 1938 auch in Vorarlberg Truppen der Wehrmacht einmarschierten, um den „Anschluss Österreichs“ an das Deutsche Reich zu vollziehen, wurde Ulrich Ilg als Bauernbundobmann nach Bregenz zitiert, um die Bauernbundskanzlei an den neu ernannten nationalsozialistischen Bauernführer Karl Jodok Troy zu übergeben. Ilg wurde in der Folge auch ins Dornbirner Rathaus zum Sicherheitsdirektor Alfons Mäser bestellt, der ihm eröffnete, dass von ihm als Nazigegner eine Sühnespende erwartet werde. Diese leistete er dann eigenen Angaben nach zufolge auch in Form einiger Säcke Kartoffeln. Von weiteren Repressionen seitens der Nationalsozialisten blieb die Familie Ilg danach verschont. Ulrich Ilg selbst wurde als bekannter Systemgegner als für den Wehrdienst „wehrunwürdig“ bezeichnet und einmal zu einer Sondermusterung nach Bregenz berufen. Offizielle Funktionen übte Ilg während der Zeit der nationalsozialistischen Herrschaft demnach keine aus, einzig im Diözesankirchenbeirat in Innsbruck war er noch tätig. In den letzten Tagen des Krieges wurden die „wehrunwürdigen“ Männer des Landes zu Schanzarbeiten verpflichtet, unter ihnen auch Ilg, der in Schlins zum Rutenschneiden abkommandiert wurde.

### Nachkriegszeit und Landesausschuss
Bereits wenige Tage nach Kriegsende engagierte sich der vormalige Staatssekretär für Landwirtschaft und selbst eigenständige Landwirt Ilg dafür, dass den Bauern in Vorarlberg eine Vergrößerung der Anbauflächen zur Sicherung der Ernährung der Zivilbevölkerung zugestanden wurde. Diesem Wunsch wurde von der französischen Militärregierung schließlich am 6. Mai 1945 entsprochen. Ulrich Ilg beschrieb in seinen Memoiren die Zusammenarbeit mit den Besatzungsbehörden als von Anfang an sehr fruchtbar. Ilg wiederum wurde von den Franzosen als einflussreiche Persönlichkeit der Vorkriegszeit ohne nationalsozialistische Beeinträchtigung geschätzt. In weiterer Folge wurde er deshalb vom Feldkircher Rechtsanwalt Arthur Ender für die Bildung einer Landesregierung ins Gespräch gebracht und zugleich von diesem in Verbindung mit dem Sozialdemokraten Jakob Bertsch gesetzt. Schnell kamen die beiden über eine Regierung unter der Führung Ilgs mit fünf Vertretern der Volkspartei und drei Sozialisten überein. Nachdem Ilg diesen Vorschlag bei der Militärverwaltung eingebracht hatte, wurden am 24. Mai 1945 alle acht zukünftigen Vorarlberger Regierungsvertreter nach Feldkirch bestellt, wo die Besatzungsmacht ihren Sitz hatte. Um den provisorischen Charakter dieser nicht gewählten Regierung zu unterstreichen, wurde allerdings keine Landesregierung mit einem Landeshauptmann eingesetzt, sondern ein Landesausschuss mit einem Präsidenten als Vorsitzendem als provisorische oberste Behörde Vorarlbergs in Unterstellung unter die Militärregierung ernannt. Ilg wurde somit Präsident des Vorarlberger Landesausschusses, welcher zugleich exekutive und legislative Funktionen wahrnahm. Erst nach der ersten Landtagswahl erfolgte eine Trennung von Vorarlberger Landtag und Vorarlberger Landesregierung.

„Meine lieben Vorarlberger und Vorarlbergerinnen!
Ein historisch bedeutungsvoller Augenblick für unser Land ist angebrochen. Die von nationalsozialistischer Seite im Jahre 1938 aufgehobene Selbständigkeit Vorarlbergs ist wieder hergestellt. Nach dem Abschütteln der braunen Diktatur und Gewaltherrschaft hat sich nun mit Zustimmung der Besatzungsbehörde unseres Landes ein Vorarlberger Landesausschuss gebildet. Mit der Bildung des Landesausschusses ist die Selbstverwaltung Vorarlbergs unter der Oberhoheit der französischen Armee wieder hergestellt.
[...]“

### Als Landeshauptmann in der Landesregierung
Am 25. November 1945 konnte, nachdem auf einer Länderkonferenz in Wien im September die rechtlichen und verfassungstechnischen Fragen geklärt worden waren, erstmals seit 1932 eine freie Landtagswahl in Vorarlberg abgehalten werden. Bei dieser wurde die ÖVP unter der Führung Ulrich Ilgs mit über 70 % der Stimmen gewählt und erreichte so 19 Mandate im insgesamt 26 Abgeordnete beinhaltenden Vorarlberger Landtag. Die Sozialistische Partei Österreichs erreichte mit 27,3 % der Stimmen 7 Mandate und die Kommunistische Partei Österreichs scheiterte am Einzug in den Landtag. In der Folge wurde Ilg sowohl zum Landtagspräsidenten als auch zum Landeshauptmann gewählt. Er bildete anschließend eine Koalitionsregierung mit der SPÖ, die Landesregierung Ilg I. Besondere Bedeutung hatten in dieser ersten Landesregierung der Wiederaufbau und die Fragen der Ernährung der Bevölkerung. Ilg selbst führte die Geschäftsbereiche Präsidium, Polizei sowie Land- und Forstwirtschaft.
1964 trat Ilg als Landeshauptmann zurück, stand seinem Nachfolger Herbert Keßler in dessen Regierung aber noch vier weitere Jahre als Finanz- und Hochbaureferent zur Seite. 1969 zog er sich schließlich mit der Amtseinführung der neu gewählten Landesregierung Keßler II aus der Landespolitik zurück.

## Auszeichnungen
- Komturkreuz des Silvesterordens mit dem Stern (1953)
- Großes Goldenes Ehrenzeichen mit dem Stern für Verdienste um die Republik Österreich (1954)
- Goldenes Ehrenzeichen des Landes Vorarlberg (1963)

In Ilgs Heimatstadt Dornbirn ist mit der Ulrich-Ilg-Straße im Bezirk Hatlerdorf, wo sich auch sein heimatlicher Bauernhof befand, eine Straße nach ihm benannt.